# Eudioctria dissimilis
Eudioctria dissimilis är en tvåvingeart som beskrevs av Adisoemarto och Wood 1975. Eudioctria dissimilis ingår i släktet Eudioctria och familjen rovflugor.
Artens utbredningsområde är Kalifornien. Inga underarter finns listade i Catalogue of Life.